# Rhinocricus cognatus
Rhinocricus cognatus är en mångfotingart som beskrevs av Filippo Silvestri 1897. Rhinocricus cognatus ingår i släktet Rhinocricus och familjen Rhinocricidae. Inga underarter finns listade i Catalogue of Life.